# Predsudbinski paradoks
Predsudbinski paradoks (eng. predestination paradox) je paradoks putovanja kroz vrijeme koji se često javlja u znanstvenoj fantastici. Paradoks se događa kada je putnik kroz vrijeme uhvaćen u petlji događaja koji prethode njegovom putovanju kroz vrijeme, odnosno su razlog njegovog putovanja kroz vrijeme. Po tome, događaji sadašnjosti, koje putnik kroz vrijeme svojim odlaskom u prošlost želi spriječiti, će biti uzrokovani baš tim njegovim odlaskom u prošlost. Na primjer, netko otputuje u prošlost kako bi ubio Adolfa Hitlera dok je bio dijete, i time spriječio Drugi svjetski rat. No po povratku u svoje vlastito vrijeme, putnik otkriva da se ništa nije promijenilo, jer su Hitlerovi roditelji poslije pronašli drugo dijete, usvojili ga, i ono je postalo Hitler kojeg poznaje normalna povijest. Odnosno, svojim odlaskom u prošlost, putnik kroz vrijeme stvorio je povijest koju je želio promijeniti. Predsudbinski paradoks ne mora nužno uključivati i putovanje kroz vrijeme. Jedan od najranijih prikaza ostvarenja sudbine kroz pokušaj njezina sprječavanja je antička priča o Edipu.  